# یواس‌اس واسپ (۱۸۱۰)
یواس‌اس واسپ (۱۸۱۰) (به انگلیسی: USS Wasp (1810)) یک کشتی بود که طول آن ۵۹ فوت ۰ اینچ (۱۷٫۹۸ متر) بود. این کشتی در سال ۱۸۱۰ ساخته شد.